# Llibertat de panorama
La llibertat de panorama és una disposició en les lleis de propietat intel·lectual de diversos estats que permet fer fotografies, gravacions en vídeo o crear altres imatges (com pintures) d'edificis, escultures i altres manifestacions artístiques que estan localitzades permanentment en un espai públic, sense infringir cap llei de drets d'autor d'aquestes obres. La llibertat de panorama limita el dret dels propietaris de les obres d'emprendre accions legals per una violació de drets contra el fotògraf o qualsevol persona que en distribueixi una imatge. És una excepció a la regla general que el propietari té el dret exclusiu d'autoritzar la creació i distribució d'obres derivades.
El nom d'aquest concepte és una traducció de Panoramafreiheit, terme utilitzat a Alemanya per a aquesta excepció a la seva legislació. Les primeres lleis de llibertat de panorama daten del 1830 a Baviera.

## Lleis arreu del món

Estats europeus segons la llibertat de panorama
Sí, inclosos interiors públics
Sí, inclosos alguns interiors públics (estacions de ferrocarril sí, però escoles, teatres d'òpera, museus i vestíbuls d'establiments no)
Sí
Sí, només per a edificis
No

Molts països tenen disposicions similars que restringeixen l'abast de la llei de drets d'autor per a permetre la presa d'imatges en llocs públics. Altres països presenten àmplies diferències en la interpretació d'aquest principi.

### Unió Europea
A la Unió Europea, la directriu 1001/29/EC estableix la possibilitat als seus membres d'incloure una clàusula semblant a les seves lleis de drets d'autor, tot i que no ho requereix. La llibertat de panorama (Panoramafreiheit) està definit a l'article 59 de l'Urheberrechtsgesetz alemany, a l'article 27 de l'Urheberrechtsgesetz suís, a la secció 62 de l'Acta de Copyright, Dissenys i Patents del Regne Unit del 1988, i existeix en molts altres països. També hi ha països europeus (com Itàlia) on no existeix la llibertat de panorama. A Itàlia, tot i moltes protestes oficials i una iniciativa nacional empesa per l'advocat Guido Scorza i el periodista Luca Spinelli (qui va donar a conèixer la manca de la llei), la publicació de reproduccions fotogràfiques de llocs públics encara està prohibida, d'acord amb les antigues lleis italianes de drets d'autor. Alguns països, com ara França, no tenen aquest permís global per crear imatges en espais públics, i permeten imatges amb drets d'autor només sota clàusules d'«inclusió fortuïta». A Bèlgica la llei molt restrictiva va ser abolida per la llei del 27 de juny del 2016 i des del 15 de juliol del 2016 edificis i obres d'art permanents visibles des de la via pública gaudeixen la llibertat de panorama. Una esmena dels partits de l'esquerra (Partit Socialista, SP.A, PVDA, CDH i Défi) per limitar-la llibertat només a l'ús no comercial va ser recusada.